# Walton-le-Dale
Walton-le-Dale är en ort och en unparished area vid floden Ribble i distriktet South Ribble i grevskapet Lancashire i England. Orten är belägen 2 km från Preston. Unparished area har 29 660 invånare år 2001. Fram till 1974 var det ett separat distrikt. Byn nämndes i Domedagsboken (Domesday Book) år 1086, och kallades då Waletune.